# Brenton Rickard
Brenton Rickard (* 19. Oktober 1983 in Brisbane) ist ein australischer Schwimmer.
Bei den Weltmeisterschaften 2007 in Melbourne gewann Rickard einen kompletten Medaillensatz. Mit der australischen 4 × 100-m-Lagenstaffel holte er die Goldmedaille, über 200 m Brust die Silber- und über 100 m Brust die Bronzemedaille. Außerdem belegte er über 50 m der gleichen Disziplin den siebenten Rang.
Bei den Olympischen Sommerspielen 2008 in Peking gewann Rickard in 2:08,88 min die Silbermedaille über 200 m Brust sowie Silber mit der 4 × 100-m-Lagenstaffel. Über 100 m Brust wurde er Fünfter. Erfolgreich war er bei den Commonwealth Games 2010 in Neu-Delhi, wo er mit der 4 × 100-m-Lagenstaffel und über 200 m Brust siegte; hinzu kamen eine Silbermedaille über 50 m Brust und eine Bronzemedaille über 100 m Brust.
Bei 2020 durchgeführten Nachtests der Dopingproben der Olympischen Spiele 2008 wurde bei Rickard das verbotene Mittel Furosemid nachgewiesen.

## Internationale Rekorde
| Weltrekorde (1)        | Weltrekorde (1) | Weltrekorde (1) | Weltrekorde (1) |
| ---------------------- | --------------- | --------------- | --------------- |
| 100 m Brust            | 00:58,58 min    | 27. Juli 2009   | Rom             |
| (Stand: 27. Juli 2009) |                 |                 |                 |